# 龜姬 (德川家康長女)
龜姬（1560年—1625年），是德川幕府初代將軍德川家康的長女，母親正室瀨名姬（築山殿）。

## 生涯

### 出生到出嫁
永祿三年（1560年），出生於駿府城，父親當時是駿河國大名今川氏的人質，而母親瀨名姬則是當主今川義元的外甥女，兩人身分頗有落差。
在龜姬出生那年的五月，今川義元舉兵上洛，父親家康任前鋒，隨義元出兵。但是，義元行至尾張國樂田桶狹間時，遭敵軍織田信長突襲下身亡(桶狹間之戰)。
家康聽聞此訊後，便自顧自地回到了舊領三河國岡崎城。而龜姬和母親瀨名姬、兄長竹千代（松平信康）被留於駿府城，在義元嫡子今川氏真繼承家督後，家康脫離今川家。不久更進一步與織田信長結盟。留在駿府的三人遂成今川的人質。
永祿五年(1562年)，家康以鵜殿氏長、鵜殿氏次兄弟作為人質交換母子三人，於是龜姬得以回到岡崎城。　
天正元年（1573年），父親家康、盟友織田信長和甲斐武田氏對立，家康為了拉攏三河國北部的山家三方眾－作手城城主奧平貞能、定昌父子，於是和貞能約定好要將當時唯一的女兒龜姬嫁給定昌。長篠之戰後的一年，天正四年（1576年），十七歲的龜姬嫁給二十二歲、甫任三河國新城城主的奧平定昌。

### 關原會戰前後
此後，定昌替家康的立下不少戰功，尤其是在長篠城抵擋武田軍，而信長高興之餘，也賜定昌自己的「信」一字，從此定昌改名為信昌。信昌沒有側室，和龜姬生有奧平家昌、奧平家治（龜松丸）、奧平忠政（千松丸）、奧平忠明（鶴松丸）四男一女。龜姬在天正十六年時（1588年），帶著次子龜松（家治）、三子千松（忠政）、四子鶴松（忠明）三人回駿府城拜見家康。當下，家康即收三個外孫為養子，並讓他們從松平的姓氏，且授予龜松“家”這個字。
關原會戰後的慶長六年（1601年），丈夫信昌成為美濃國加納藩十萬石的藩主。因此後來龜姬被稱為加納御前，並加封化妝費三千石。信昌在翌年（1602年）隱居，三男忠政成為加納城主。
　

### 輔佐藩政到去世
慶長十九年（1614年），長子家昌成為宇都宮城主，緊接著加納城主三男忠政去世，翌年（1615年）丈夫信昌逝世，這種不幸的遭遇相繼發生，龜姬出家，法名盛德院。
而在長子家昌死後，他的領地下野國宇都宮藩由七歲的嫡子忠昌繼承。龜姬三子忠政七歲的兒子，忠隆於是繼承加納城。而龜姬自己則前去宇都宮城，成為輔佐奧平家的重要人物。
　
同時，龜姬是個性情激烈的女子。元和八年（1622年），宇都宮城主孫子忠昌，轉封下總國古河，龜姬便和忠昌一起到古河，從此以後她對宇都宮新城主本多正純之間也常有爭執。後來因為發生宇都宮城釣天井事件，正純遭到流放，因此龜姬和忠昌又再次回到宇都宮城。
　
這個事件後，龜姬回到加納城。寬永二年（1625年）時以66歲的年齡去世，墓在加納盛德院。

## 家族
- 父親：德川家康
- 母親：築山殿

### 兄弟姊妹
- 兄：松平信康
- 妹：德川督姬
- 弟：結城秀康
- 弟：德川秀忠
- 弟：松平忠吉
- 妹：德川振姬
- 弟：武田信吉
- 弟：松平忠輝
- 弟：德川松千代（早夭）
- 弟：德川仙千代（早夭）
- 弟：德川義直
- 弟：德川賴宣
- 弟：德川賴房
- 妹：德川市姬（早夭）

### 子女
- 子：奧平家昌（1577年~1614年），宇都宮藩初代藩主
- 子：松平家治
- 子：奧平忠政（1580年~1614年），加納藩二代藩主
- 子：松平忠明（1583年~1644年），後姬路藩（奧平家）初代藩主
- 女：千姬，大久保忠鄰之子大久保忠常室，一子忠職